# 版籍奉还
版籍奉还，日本政府于明治2年6月17日（1869年7月25日）实行的一项中央集权政策。意指各大名向天皇交还各自的领土（即版图）和辖内臣民（即户籍）。

## 概要
庆应4年（1868年）4月，在江户幕府解体后成立的明治新政府，在其政体书规定的地方制度中确立了以大名领土为藩，任命各大名为各藩知事，明显带有大名统治色彩的府藩县三部制。同年10月，政府设立了分离藩行政与家臣的藩治职制，实行由政府主导的藩统制体系。次年的明治2年（1869年）1月，对建立新政府作出重要贡献的萨摩藩、长州藩、土佐藩和肥前藩共同提出了建议书，于同年5月在公议所举行咨政，并在同年9月实行了藩制布告。明治4年（1871年），在以萨长土为主体的御亲兵支持下，正式实行废藩置县确立了府县制。
此外，尽管幕藩体制被人们认为似乎是江户幕府时期的制度，但严密地说，江户幕府体系下并不存在“藩”这种说法。但在幕府末期，逐渐出现了将大名领地称为“藩”的说法，“藩”这一名词来自中国历史。在明治维新后，首次正式出现了“藩”这一官方称呼，但在废藩置县后，这一存在了短短2年的行政区名称便成为了一个历史名词。

## 關聯項目
- 大政奉還
- 裁判所
- 府藩県三治制
- 藩
  - 藩庁
  - 藩知事
  - 藩兵
  - 藩領
- 天領
- 幕領